# Товариш (військо)

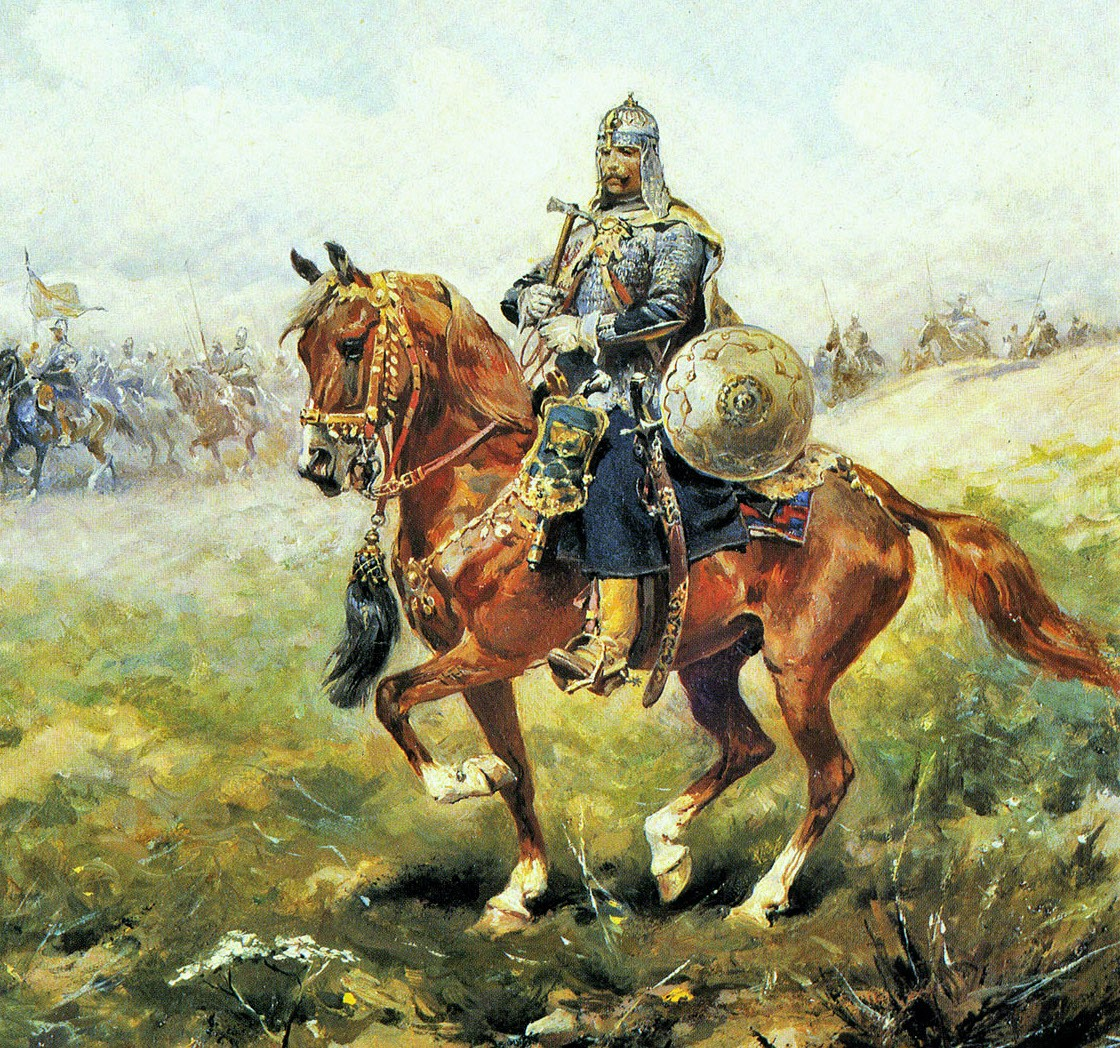
«Товариш панцерний». Художник Ю.Брандт

Това́риш (пол. towarzysz) — шляхтич, що в часи Республіки Обидвох Націй (Речі Посполитої) служив у підрозділах національного автораменту (найманого війська) разом зі своїм почтом — поштовими (почтовими), що складався переважно з його 2—3 слуг, селян. Товариші вважали себе рівними командиру хоругви (корогви) — ротмістру, а кількість поштових була символом їхньої заможності і статусу. В елітних хоругвах гусарських і панцерних кількість поштових значно перевищувала кількість товаришів. У менш престижних хоругвах легкої кавалерії товариші зазвичай вступали у бій самостійно зі своїм почтом. Велика частка хоругов формувалася на теренах України, де значна частина почту складалася з українців. Поділ на товаришів і поштових зберігся до поділу Речі Посполитої. По даному принципу 1781 була сформована галицька гвардія (нім. Königliche galizische adelige Leibgarde) під командуванням капітана — генерала землі подільської, фельдмаршала, князя Адама Чарторийського.
Іноземці, навіть здобувши польське шляхетство, не могли бути товаришами у підрозділах національного авторименту. Статус товариша могли мати виключно шляхтичі з Польщі і Литви, яким не могли віддавати команди навіть вищі званням офіцери з підрозділів іноземного аутораменту. Польські і литовські шляхтичі, що були офіцерами у підрозділах іноземного ауторименту, вважали за доречне бути одночасно товаришами у національних хоругвах, виставляючи там свого замісника з почтом, що вартувало немалих коштів.
Був заснований на товариському принципі набору найманого війська, за яким полковник згідно з наданим королем чи коронним гетьманом патентом наймав ротмістрів, а ті зі свого боку згідно з вербувальним листом у визначеному терені на певну кількість порцій на визначений час наймали собі товаришів. Кожен товариш був зобов'язаний виставити певну мінімальну кількість коней, воїнів — поштових і челяді з визначеним озброєнням. Ротмістр видавав платню «чвертями» щоквартально товаришам, а ті розділяли її поміж своїм почтом. Розмір платні залежав від чисельності почту.
Товариська система найму війська існувала у підрозділах:
- Гусар
- Панцерних
- Кінноти козаків
- Петигорійців
- Кінноти татарської
- Кінноти волоської
- Угорської піхоти
- Піхоти польсько-угорської
- Піхоти польської

## Фотогалерея

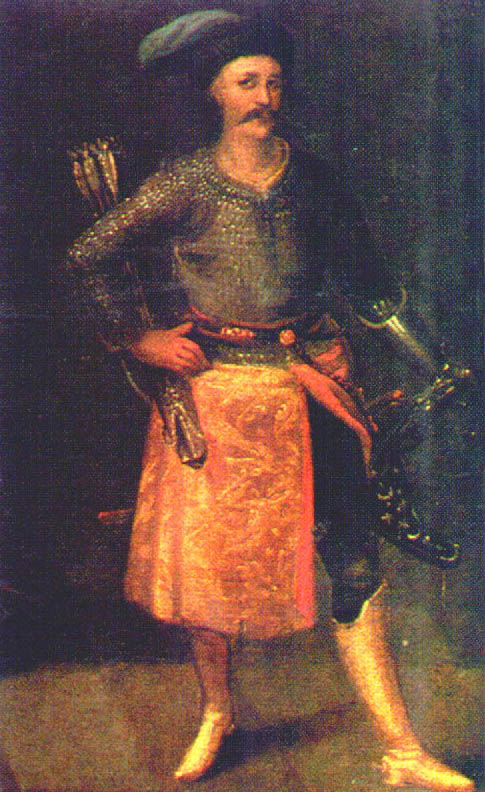
Товариш козацький
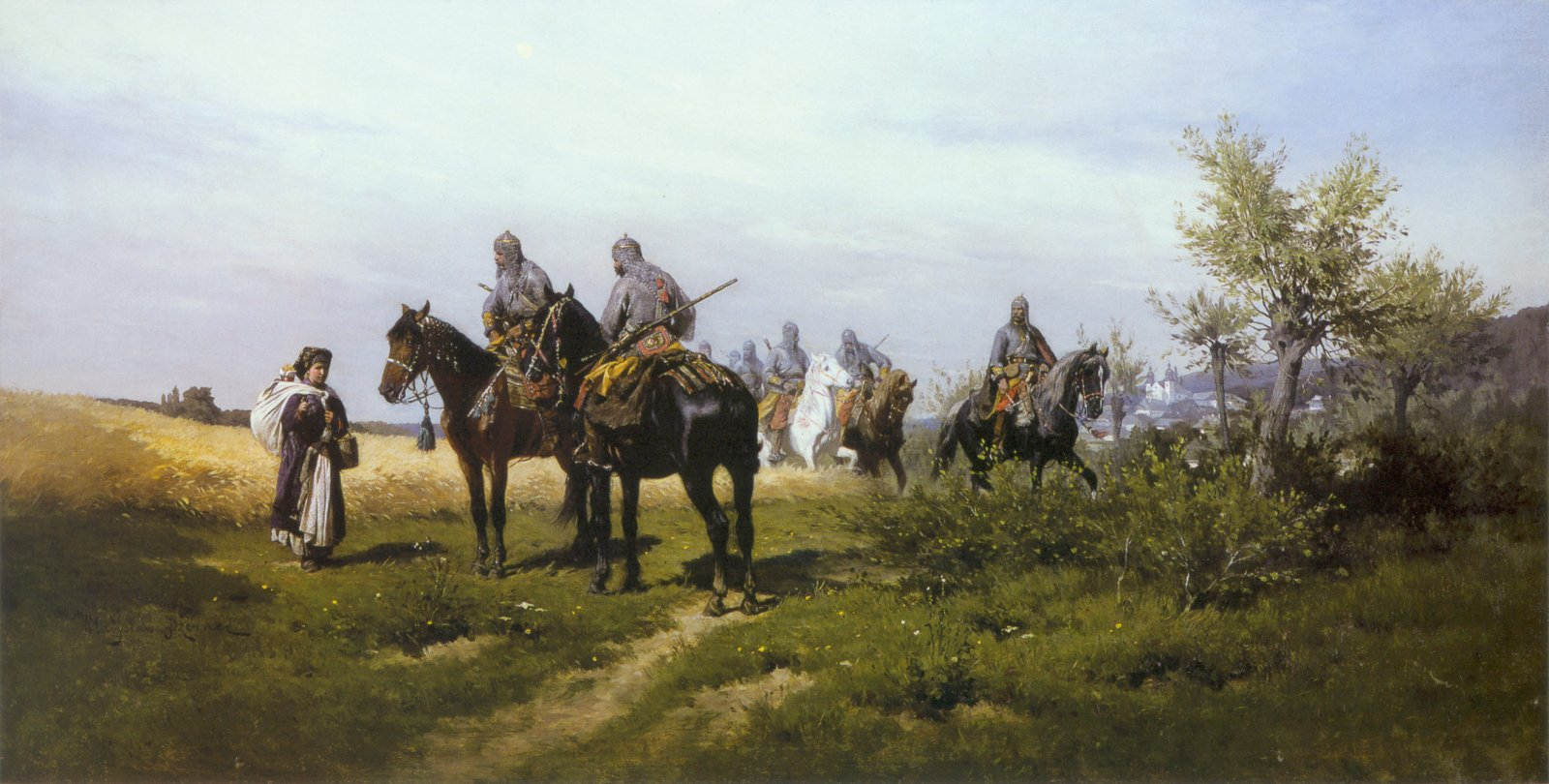
В.Шернер «Авангард» (панцерни опісля Хмельниччини)
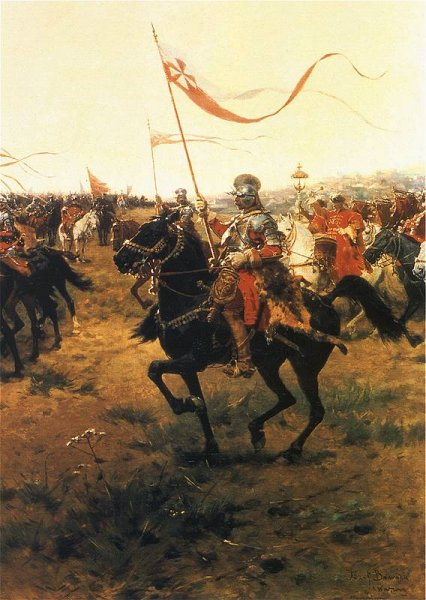
Гусар

Серед старшини українських козаків з XVII ст. застосовувались титули значковий товариш, військовий товариш, бунчуковий товариш, а титул товариш використовувався серед козаків на Січі.
Термін товариш з початку XIX ст. прийняв значення елітарного кола близьких знайомих.